# زکیرخن آم والرز
زکیرخن آم والرز (به آلمانی: Seekirchen am Wallersee) یک شهرستان اتریش و شهرک با حقوق شهرک و روستای سابق در اتریش است که در ناحیه زالتسبورگ-اومگه‌بونگ واقع شده‌است. زکیرخن آم والرز ۵۰٫۲۷ کیلومتر مربع مساحت دارد ۵۱۲ متر بالاتر از سطح دریا واقع شده‌است.

## خواهرخوانده
شهر فرانکنبرگ خواهرخواندهٔ زکیرخن آم والرز هست.